# Ajahn Brahmavamso

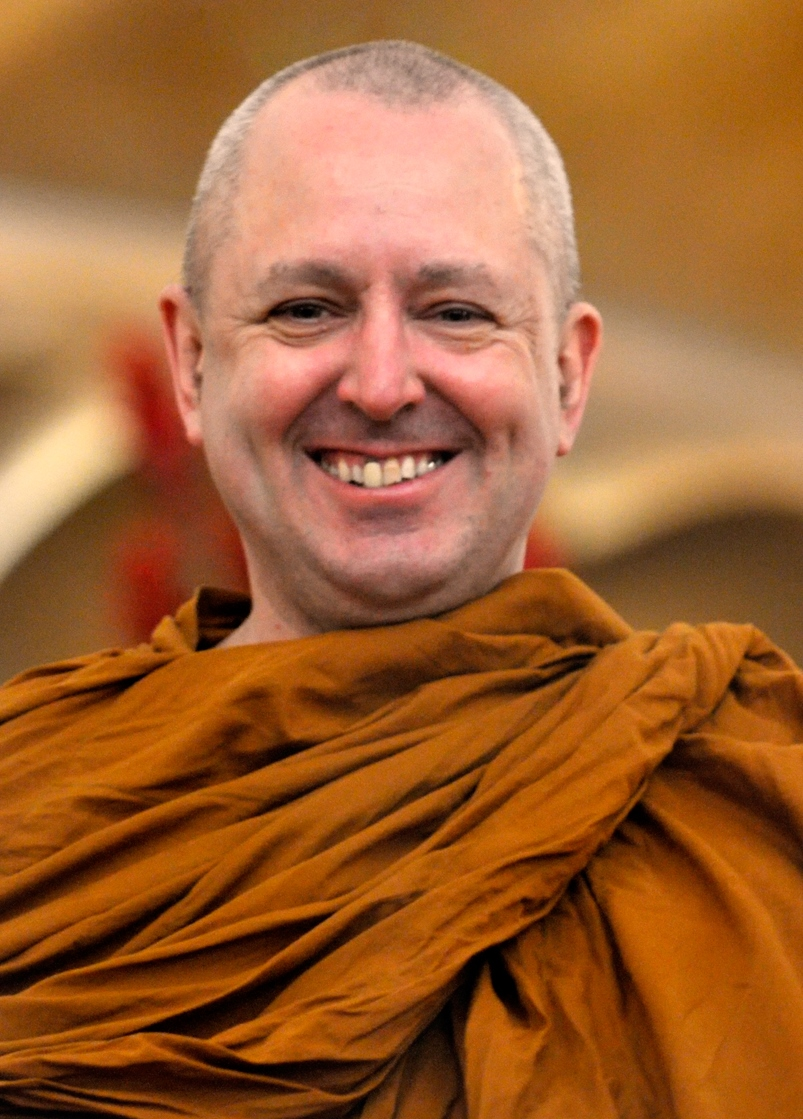
Ajahn Brahm

Ajahn Brahmavamso Mahathera, geboren op 7 augustus 1951 te Londen als Peter Betts, is net als Ajahn Sumedho en vele andere bekende westerse woudmonniken opgeleid door Ajahn Chah. Vanaf zijn 17e had hij belangstelling voor de Dhamma, de leer van de Boeddha. Voordat hij monnik, Bhikkhu, werd, voltooide Ajahn Brahmavamso zijn studie theoretische fysica aan de Universiteit van Cambridge. Hij werkte vervolgens een jaar als leraar natuurkunde aan een middelbare school, waarna hij vertrok naar Thailand om monnik te worden bij Ajahn Chah. 
Ajahn Brahmavamso -of Ajahn Brahm, zoals hij liefkozend wordt genoemd- werd midden jaren zeventig van de vorige eeuw naar Australië uitgezonden. Alweer vele jaren is Ajahn Brahm daar abt van het nabij Perth gelegen Bodhinyanaklooster, genoemd naar zijn leraar, Ajahn Chah Bodhinyana Thera. Ajahn Brahm heeft, vanwege de hoge kosten (in de Theravada traditie mogen Bhikkhus en Bhikkhunis geen geld bezitten), veel van de gebouwen en meditatiehutten (Kutis) eigenhandig gebouwd. Hij heeft (zichzelf) geleerd cement te storten, te loodgieten en te metselen. Ook heeft Ajahn Brahm, samen met Ajahn Vayama, het nabijgelegen nonnenklooster Dhammasara opgezet. 